# Fighting Growing Diary
「Fighting Growing Diary」（ファイティング・グローイング・ダイアリー）は、麻生夏子の10枚目のシングル。 2012年7月25日にLantisから発売された。

## 概要
前作「Lovely Girls Anthem」から5ヵ月ぶりのリリースであり、2012年2枚目のシングル。表題曲「Fighting Growing Diary」は、テレビアニメ『カードファイト!! ヴァンガード アジアサーキット編』のエンディングテーマとして起用された。自身の楽曲がテレビアニメの主題歌として起用されるのは1枚目のシングル「Brand New World」から10作連続である。なお、テレビアニメ『カードファイト!! ヴァンガード』シリーズの中で第1期『カードファイト!! ヴァンガード』初代エンディングテーマ「ダイヤモンドスター☆」以来2度目となる。また本作にはミュージック・ビデオが製作されており、本シングルにDVDとして同梱。

## 収録曲
1. Fighting Growing Diary [3:42]
作詞：こだまさおり、作曲・編曲：山口朗彦
  - 『カードファイト!! ヴァンガード アジアサーキット編』エンディングテーマ
2. WONDER SUMMER VACATION  [3:44]
作詞：麻生夏子、作曲：吉岡大志、編曲：浅田祐介
3. Hello.my world [4:00]
作詞：mine、作曲・編曲：中土智博

DVD
1. Fighting Growing Diary （MUSIC VIDEO）